# Brana Bačići
Brana Bačići (cyr. Брана Бачићи) – wieś w Bośni i Hercegowinie, w Republice Serbskiej, w gminie Bratunac. W 2013 roku liczyła 21 mieszkańców.